# Perindopril/indapamide
Perindopril/indapamide (được bán trên thị trường là Preterax, Coversyl Plus và Noliprel) là một loại thuốc kết hợp có chứa perindopril (một chất ức chế men chuyển) và indapamide (một loại thuốc lợi tiểu giống thiazide) được sử dụng để điều trị tăng huyết áp thiết yếu (huyết áp cao).

## Sử dụng trong y tế
Huyết áp cao

### Cách dùng
Một viên mỗi ngày, tốt nhất là uống vào buổi sáng và trước bữa ăn.
Người cao tuổi: Liều dùng bình thường.
Suy thận: Độ thanh thải creatinin (CrCl)> 30 mL/phút: không điều chỉnh liều. Nếu CrCl <30 mL/phút, điều trị chống chỉ định.

## Chống chỉ định
Chống chỉ định tuyệt đối khi dùng perindopril/indapamide bao gồm dị ứng đã biết với perindopril, indapamide hoặc sulfonamid; tiền sử phù Quincke liên quan đến trị liệu ức chế men chuyển trước đó; bệnh thận giai đoạn cuối; bệnh gan nghiêm trọng; nồng độ kali trong máu cao; mang thai; và cho con bú.
Chống chỉ định tương đối so với sử dụng thuốc này bao gồm điều trị kết hợp với lithium, kali muối, thuốc lợi tiểu tiết kiệm kali, và một số loại thuốc có thể gây ra nhịp tim bất thường.

## Tác dụng phụ
Tác dụng phụ của perindopril/indapamide có thể bao gồm yếu cơ, chóng mặt, nhức đầu, thay đổi tâm trạng và/hoặc rối loạn giấc ngủ. Ngoài ra, chuột rút, huyết áp thấp, phản ứng dị ứng, phát ban da, rối loạn tiêu hóa, ho khan, rối loạn cương dương, khô miệng và nguy cơ mất nước ở người già và những người bị suy tim xung huyết.
Bệnh nhân suy giảm miễn dịch. Thẩm tách máu: nguy cơ phản ứng phản vệ trong quá trình chạy thận nhân tạo với màng polyacrylonitril. Suy gan.
Thận trọng khi kê toa perindopril/indapamide cho những người bị rối loạn điện giải, tiểu đường, bệnh gút, huyết áp thấp, hoặc chế độ ăn kiêng nghiêm ngặt không có natri, suy tim hoặc thận, xơ vữa động mạch, hẹp động mạch thận và người già.

## Dược lý
Sử dụng kết hợp cố định một chất ức chế men chuyển và thuốc lợi tiểu chlorosulfamoyl dẫn đến sự phối hợp phụ gia của các tác dụng hạ huyết áp của hai thành phần. Tính chất dược lý của nó có nguồn gốc từ các thành phần của từng thành phần riêng biệt, ngoài ra còn có tác dụng hiệp đồng phụ gia của hai thành phần, khi kết hợp, trên nội mô mạch máu, vi tuần hoàn động mạch và cơ quan đích của tăng huyết áp.

## Tương tác thuốc
Không được khuyến khích: kết hợp với lithium, thuốc lợi tiểu tiết kiệm kali, kali (muối), thuốc chống loạn nhịp có thể gây xoắn đỉnh, thuốc gây mê, cytostatics hoặc tác nhân ức chế miễn dịch.